# 田村ゆかり Love Live*Dreamy Maple Crown*
『田村ゆかり Love ♥ Live *Dreamy Maple Crown*』（タムラユカリ ラブ ライブ ドリーミー　メイプル クラウン）とは、田村ゆかりの通算5作目となる全編がライブ映像である作品（通算7作目の映像作品）。Blu-rayは通算1作目となる。2009年8月7日にキングレコードよりDVDとBlu-rayの同時発売された。

## 概要
全国5会場で行ったライブ・ツアー『田村ゆかり LOVE♥LIVE 2009 *Dreamy Maple Crown*』の千秋楽、2009年3月8日幕張イベントホール公演の模様を収録している。

## 参加ミュージシャン
- ボーカル・パフォーマンス
  - 田村ゆかり

## スペシャルゲスト
- 佐藤寛之
- ドアラ

## 演奏会場
- 福岡：福岡市民会館（2009年2月14日）
- 大阪：大阪厚生年金会館（2009年2月21日）
- 愛知：中京大学文化市民会館（現：日本特殊陶業市民会館）オーロラホール（2009年2月22日）
- 北海道：札幌市教育文化会館（2009年2月27日）
- 千葉：幕張メッセイベントホール（2009年3月8日）

## 収録内容
-Prologue-
恋のタイムマシン
パピィラヴ
ラブリィレクチャー
MC 1
Sweetest Love
アンジュ・パッセ
バンビーノ・バンビーナ
-Band Performance-
星降る夢で逢いましょう
ひとひらの恋
MC 2
Snow bird
恋のアゲハ
嘆きの丘
Tomorrow
†メタウサ姫〜黒ゆかり王国ミサ〜†
めろ〜んのテーマ 〜ゆかり王国国歌〜
MC 3
なんてったってアイドル
-Dancer Performance-
エトランゼ
MC 4
シュガー・チューン
Princess Rose
fancy baby doll
Happy Life
チェルシーガール
Cherry Kiss
<Encore>
Beautiful Amulet
candy smile
MC 5
プレゼント
-Epilogue-
<W Encore>
MC 6
Spiritual Garden

### 映像特典
☆Dreamy Maple Crown Back Stage☆